# Ocyptamus banksi
Ocyptamus banksi är en tvåvingeart som först beskrevs av Hull 1941. Ocyptamus banksi ingår i släktet Ocyptamus och familjen blomflugor.
Artens utbredningsområde är Panama. Inga underarter finns listade i Catalogue of Life.